# Tammy Rivera
Pour les articles homonymes, voir Rivera.
Tammy Rivera, née le 30 juillet 1986, est une personnalité de la télévision américaine, chanteuse, styliste et femme d'affaires. Elle participe également à l'émission de téléréalité Love & Hip Hop : Atlanta, diffusée sur la chaîne VH1.

## Biographie
Tammy Rivera Williams naît le 30 juillet 1986. Elle grandit à Baltimore, dans le Maryland. Sa mère, Mona, est originaire de Norfolk et son père, Oscar, est Nicaraguayen, originaire de Los Angeles, en Californie.

## Musique
En 2013, Waka Flocka Flame, futur mari de Tammy Rivera, rejoint le casting de l'émission Love & Hip Hop : Atlanta, dans laquelle évolue, dès l'année suivant, Tammy Rivera.
En 2015, Tammy Rivera lance la ligne de maillots de bain T-Rivera, destinée aux femmes de toutes tailles, à travers une approche voulue avant-gardiste.
Le 12 juin 2017, Tammy Rivera sort son premier single, intitulé All These Kisses, sacré disque de platine en 2018. Ce morceau est rapidement suivi, le 7 novembre 2017, par un second single, titré Only One. Le 23 avril 2018, elle sort son premier EP, contenant sept titres et intitulé Fate.
En mars 2020, WEtv diffuse l'émission Waka & Tammy: What The Flocka, qui filme la vie de couple de la chanteuse et son mari, la star du rap Waka Flocka Flame.
Le 10 mai 2020, Tammy Rivera sort le single Charlie, dédié à sa fille, en introduction à l'album Conversations, puis, le 22 avril 2021, elle sort le single Babymama, second morceau présent sur son premier album Conversations.

## Vie privée
Alors qu'elle est âgée de huit ans, son père, Oscar Rivera, reconnu coupable de meurtre au second degré, est condamné à trente ans de prison.  Elle le rencontre pour la première fois à l'âge de quatorze ans et le retrouve dix-neuf ans plus tard, un an avant sa sortie de prison.
Le 1er juillet 2005, Tammy Rivera donne naissance à sa fille, Charlie, dont, selon certaines sources, le père serait Brian Williams,. Le 25 mai 2014, Rivera épouse, au Mexique, le rappeur Waka Flocka Flame. Bien que ce dernier ne soit pas son père biologique, il élève Charlie comme sa fille.

## Discographie
EPs
- 2018 : Fate

Albums
- 2020 : Conversations

Singles
- 2017 : All These Kisses (EP Fate)
- 2018 : Only One (EP Fate)
- 2019 : Sex With You (album Conversations)
- 2020 : Charlie (album Conversations)
- 2021 : Babymama (album Conversations)

## Émissions de télévision
- 2014 : Love & Hip Hop Atlanta
- 2015 : Love & Hip Hop Atlanta : After Party Live
- 2016 : Love & Hip Hop Atlanta
- 2017 : Love & Hip Hop Atlanta
- 2017 : Tales
- 2019 : Marriage Boot Camp : Hip Hop Edition (14e saison)
- 2019 : Waka & Tammy Tie the Knot
- 2019 : Growing Up Hip Hop : Atlanta (3e saison)
- 2020 : Waka & Tammy : What the Flocka